# 大瀬川半五郎
大瀬川 半五郎（おおせがわ はんごろう、1927年2月1日 - 没年不明）は、青森県弘前市出身で伊勢ヶ濱部屋（一時、荒磯部屋）に所属した大相撲力士。本名は石崎 賢四郎（いしざき けんしろう）。最高位は西前頭6枚目（1957年11月場所）。現役時代の体格は179cm、115kg。得意手は右四つ、寄り。

## 来歴・人物
地元・弘前市の小学校を卒業後上京し、海運関係の企業に勤めていたが、とある人物から楯山親方（元関脇・幡瀬川）を紹介された事を切っ掛けに角界入りを決意。楯山が所属する伊勢ヶ濱部屋へ入門し、1942年5月場所で初土俵を踏んだ。
2年後、本名でもある「石崎」の四股名で序ノ口に付き、程なく故郷の地名（弘前市）と自身の前職（海運業）に因んだ「弘ノ海」へ四股名を改めた（その後、再び本名に戻している）。
新十両昇進を果たした1951年5月場所より再び「弘ノ海」を名乗ったが、翌場所、楯山の現役名・幡瀬川から2字を取って「大瀬川」へ改名。以後、引退までこの名で通した。
序ノ口から10年近くを要して、1954年3月場所で新入幕。出世は決して早い方では無かったが、以後は持ち前の柔らかい体を利した寄りを武器に、幕内中位から十両で長く活躍した。
全盛期は1957年後半から1959年初めまでのおよそ1年半で、この時期は、前頭1桁台で6場所も相撲を取っている。しかし、横綱・大関陣との対戦圏内への進出は惜しくも果たせなかった。
1959年7月場所を最後に幕内から遠ざかり、以降は永く十両に在ったが、幕下5枚目まで陥落して初日から休場した1962年5月場所を以って引退。この時、初土俵から丸20年、35歳となっていた。
引退後は元関脇・備州山（同年3月逝去）の後を受けて年寄・桐山を襲名し、伊勢ヶ濱部屋付きの親方として後輩達を指導した。
だが、1968年9月場所後に日本相撲協会を去り、以後は岡山市で相撲料理の店を営んでいた。
その後、病没したという情報があるが、享年および没年月日は判明していない。

## エピソード
- 四股名の下の「（大瀬川）半五郎」は、清水一家の森の石松の啖呵で有名な「清水一家で強いのは、一に大政、二に小政、三には大瀬半五郎・・・（続く）」に因む。
- 現役時代より、立浪部屋の大関・若羽黒と親交があった。そのため、彼が廃業後暫くして岡山市内でちゃんこ料理店の副店長に就任すると、自身も同じ市内に移住して相撲料理店を開いている。
- なお、1969年3月3日に岡山市内の連昌寺で執り行われた草深朋明（元若羽黒、同年3月2日逝去、享年34）の葬儀・告別式には、元前頭9・大岩山の鳴戸親方とともに出席。大相撲関係者で出席したのは、自身と鳴戸の2人だけであったとの事である。

## 主な成績
- 通算成績：459勝461敗14休 勝率.499
- 幕内成績：148勝162敗5休 勝率.477
- 現役在位：68場所
- 幕内在位：21場所

### 場所別成績
| | 一月場所 初場所（東京） | 三月場所 春場所（大阪） | 五月場所 夏場所（東京） | 七月場所 名古屋場所（愛知） | 九月場所 秋場所（東京） | 十一月場所 九州場所（福岡） |
| --- | ----------------------- | ----------------------- | ----------------------- | --------------------------- | ----------------------- | --------------------------- |
| 1942年 （昭和17年） | x                       | x                       | （前相撲）              | x                           | x                       | x                           |
| 1943年 （昭和18年） | （前相撲）              | x                       | （前相撲）              | x                           | x                       | x                           |
| 1944年 （昭和19年） | 西新序 1–2              | x                       | 東序ノ口2枚目 3–2       | x                           | x                       | 東序二段34枚目 2–3          |
| 1945年 （昭和20年） | x                       | x                       | 東序二段20枚目 – 兵役   | x                           | x                       | 序二段 4–1                  |
| 1946年 （昭和21年） | x                       | x                       | x                       | x                           | x                       | 東三段目15枚目 5–2          |
| 1947年 （昭和22年） | x                       | x                       | 西三段目2枚目 3–2       | x                           | x                       | 東幕下20枚目 3–3            |
| 1948年 （昭和23年） | x                       | x                       | 東幕下17枚目 2–4        | x                           | x                       | 西幕下27枚目 4–2            |
| 1949年 （昭和24年） | 東幕下17枚目 4–8        | x                       | 西幕下24枚目 8–7        | x                           | 東幕下21枚目 8–7        | x                           |
| 1950年 （昭和25年） | 東幕下18枚目 10–5       | x                       | 東幕下8枚目 8–7         | x                           | 西幕下6枚目 8–7         | x                           |
| 1951年 （昭和26年） | 東幕下4枚目 10–5        | x                       | 東十両14枚目 5–10       | x                           | 東幕下2枚目 10–5        | x                           |
| 1952年 （昭和27年） | 西十両11枚目 9–6        | x                       | 東十両7枚目 7–8         | x                           | 東十両8枚目 6–9         | x                           |
| 1953年 （昭和28年） | 東十両11枚目 9–6        | 西十両7枚目 9–6         | 西十両4枚目 5–10        | x                           | 東十両9枚目 11–4        | x                           |
| 1954年 （昭和29年） | 東十両3枚目 9–6         | 東前頭21枚目 6–9        | 東十両2枚目 6–9         | x                           | 西十両5枚目 11–4        | x                           |
| 1955年 （昭和30年） | 西前頭17枚目 7–8        | 西前頭19枚目 7–8        | 西前頭21枚目 5–10       | x                           | 西十両3枚目 7–8         | x                           |
| 1956年 （昭和31年） | 東十両4枚目 9–6         | 西十両筆頭 10–5         | 東前頭18枚目 10–5       | x                           | 西前頭14枚目 9–6        | x                           |
| 1957年 （昭和32年） | 西前頭10枚目 5–10       | 西前頭14枚目 9–6        | 東前頭11枚目 7–8        | x                           | 西前頭12枚目 10–5       | 西前頭6枚目 6–9             |
| 1958年 （昭和33年） | 西前頭9枚目 8–7         | 西前頭8枚目 7–8         | 東前頭9枚目 6–9         | 西前頭13枚目 9–6            | 東前頭11枚目 9–6        | 東前頭8枚目 8–7             |
| 1959年 （昭和34年） | 東前頭7枚目 5–10        | 西前頭11枚目 8–7        | 東前頭10枚目 6–9        | 西前頭14枚目 1–9–5          | 西十両5枚目 10–5        | 西十両筆頭 4–11             |
| 1960年 （昭和35年） | 東十両7枚目 8–7         | 東十両6枚目 8–7         | 東十両6枚目 7–8         | 西十両6枚目 4–11            | 東十両11枚目 6–9        | 東十両15枚目 8–7            |
| 1961年 （昭和36年） | 東十両12枚目 6–9        | 東十両15枚目 8–7        | 東十両13枚目 8–7        | 西十両11枚目 6–9            | 東十両16枚目 8–7        | 西十両11枚目 5–10           |
| 1962年 （昭和37年） | 西十両16枚目 8–7        | 西十両13枚目 2–11–2     | 東幕下5枚目 引退 0–0–7  | x                           | x                       | x                           |
| 各欄の数字は、「勝ち-負け-休場」を示す。 優勝 引退 休場 十両 幕下 三賞：敢=敢闘賞、殊=殊勲賞、技=技能賞 その他：★=金星 番付階級：幕内 - 十両 - 幕下 - 三段目 - 序二段 - 序ノ口 幕内序列：横綱 - 大関 - 関脇 - 小結 - 前頭（「#数字」は各位内の序列） |                         |                         |                         |                             |                         |                             |

### 幕内対戦成績
| 青ノ里   | 0 | 1 | 朝汐(米川) | 0 | 1    | 愛宕山         | 4 | 1 | 安念山   | 1 | 5 |  |  |  |
| 泉洋     | 1 | 4 | 岩風       | 3 | 6    | 及川           | 4 | 5 | 大内山   | 2 | 3 |  |  |  |
| 大起     | 3 | 2 | 大ノ浦     | 1 | 0    | 大昇           | 0 | 1 | 大晃     | 3 | 6 |  |  |  |
| 小城ノ花 | 3 | 1 | 大蛇潟     | 1 | 2    | 海山           | 5 | 4 | 神生山   | 1 | 0 |  |  |  |
| 神錦     | 1 | 2 | 北の洋     | 1 | 3    | 北葉山         | 0 | 2 | 清恵波   | 4 | 4 |  |  |  |
| 鬼竜川   | 6 | 2 | 国登       | 5 | 4    | 鯉ノ勢         | 1 | 0 | 琴ヶ濱   | 0 | 1 |  |  |  |
| 琴錦     | 1 | 0 | 潮錦       | 2 | 9    | 信夫山         | 1 | 1 | 嶋錦     | 1 | 4 |  |  |  |
| 清水川   | 2 | 2 | 高錦       | 1 | 3    | 楯甲           | 1 | 0 | 玉乃海   | 2 | 0 |  |  |  |
| 常ノ山   | 2 | 3 | 鶴ヶ嶺     | 0 | 2    | 出羽錦         | 2 | 2 | 出羽ノ花 | 3 | 0 |  |  |  |
| 出羽湊   | 3 | 1 | 時津山     | 0 | 2    | 時錦           | 3 | 4 | 栃光     | 1 | 5 |  |  |  |
| 豊ノ海   | 1 | 0 | 豊登       | 0 | 1    | 七ッ海         | 0 | 1 | 鳴門海   | 3 | 6 |  |  |  |
| 成山     | 1 | 5 | 羽嶋山     | 6 | 2    | 緋縅           | 4 | 0 | 秀湊     | 1 | 1 |  |  |  |
| 平鹿川   | 1 | 2 | 平ノ戸     | 2 | 1    | 福田山         | 1 | 2 | 福ノ海   | 1 | 0 |  |  |  |
| 福ノ里   | 2 | 0 | 房錦       | 3 | 2    | 冨士錦         | 1 | 1 | 二瀬山   | 0 | 1 |  |  |  |
| 双ツ龍   | 2 | 7 | 星兜       | 6 | 2    | 前ノ山(佐田岬) | 3 | 1 | 三根山   | 1 | 2 |  |  |  |
| 宮錦     | 4 | 3 | 明歩谷     | 0 | 1(1) | 八染           | 4 | 0 | 吉井山   | 3 | 2 |  |  |  |
| 芳野嶺   | 2 | 1 | 若杉山     | 0 | 2    | 若秩父         | 1 | 1 | 若ノ海   | 3 | 6 |  |  |  |
| 若羽黒   | 2 | 0 | 若葉山     | 6 | 4    | 若前田         | 3 | 2 | 若三杉   | 2 | 0 |  |  |  |

## 改名歴
- 石崎（いしざき、1944年5月場所 - 同年11月場所）
- 弘ノ海（ひろのうみ、1945年11月場所 - 1949年1月場所）
- 石崎（いしざき、1949年5月場所 - 1951年1月場所）
- 弘ノ海 半五郎（ひろのうみ はんごろう、1951年5月場所）
- 大瀬川 半五郎（おおせがわ はんごろう、1951年9月場所 - 1962年5月場所）

## 年寄遍歴
- 桐山 半五郎（きりやま はんごろう、1962年5月-1968年9月）